# Sigrid Vestdahl
Sigrid Eleonora Vestdahl, (senare Svensson enl Sveriges Befolkning 1940 och SDB) född 3 mars 1886 i Malmö Sankt Pauli församling, Malmö, död 13 juni 1973 i Västerleds församling, Stockholm, var en svensk socialdemokrat. 
Hon var tidigt aktiv inom den socialdemokratiska arbetarrörelsen. Hon var medlem i ungdomsklubben i Malmö, där hon organiserade ett uppror mot pojkarnas försök att utestänga flickorna från de socialistiska studiecirklarna, ett uppror som blev framgångsrikt. 
Hon utbildade sig till handarbetslärare. Hon ansågs i tjugoårsåldern var en lovande agitator. Hon blev en viktig medlem av Malmö Kvinnliga Diskussionsklubb. 
Hon var 1906–1918 och från 1926 sammanboende med Per Albin Hansson, som var far till hennes barn Anna Lisa Berkling (1908–1987) och Per Gunnar Vestdahl (1914–1924).